# Kangani (ort i Komorerna, Moheli)
Kangani är en ort i Komorerna.   Den ligger i distriktet Moheli, i den västra delen av landet, 90 km sydost om huvudstaden Moroni. Kangani ligger 303 meter över havet och antalet invånare är 856. Den ligger på ön Mohéli.
Terrängen runt Kangani är lite kuperad. Havet är nära Kangani österut.  Närmaste större samhälle är Fomboni, 10,9 km nordväst om Kangani. 